# Marta Lami
Marta Lami, nota anche con lo pseudonimo di Maeva (Modena, 1947), è una cantante italiana.

## Biografia
Nella prima metà degli anni '60 partecipa a vari concorsi regionali a livello dilettantistico nella sua regione, tra cui La cavalcata degli Appennini, fino a partecipare al Festival di Castrocaro nel 1966; in questa occasione viene notata da un discografico della Pathé, che la mette sotto contratto.
L'anno successivo partecipa al Festival di Lugano e al Festival di Pesaro con M'innamorai di te; passa poi alla BPM, con cui pubblica un EP e, nel 1969, alla Odeon, con cui incide Se credi a quel che fai, che presenta a Settevoci, il programma televisivo condotto da Pippo Baudo e che riscuote un discreto successo.
Nel 1972 passa alla City, per cui pubblica il suo primo album l'anno seguente; nel 1973 partecipa anche ad un disco antologico curato dalla Rai, Piccola storia della canzone italiana, con artisti come Jula de Palma, Mina, Fausto Cigliano, Gilda Giuliani, Nicola Di Bari, Milva, Memo Remigi, Miranda Martino, Mino Reitano, Paola Orlandi, Fred Bongusto ed altri. In esso i vari cantanti interpretano alcuni successi della storia della musica leggera italiana, e Marta Lami canta Un mondo d'amore di Gianni Morandi.
Negli anni successivi incide altri 45 giri per la Picci e la Eldorado, sottoetichetta della Bentler; nel 1975 partecipa alla trasmissione televisiva Adesso musica, condotta da Vanna Brosio e Nino Fuscagni, in cui presenta la canzone a tematiche religiose Shalom, insieme a I 4 + 4 di Nora Orlandi, che rimane inedita su disco.
Dopo un periodo di pausa, ritorna in attività adottando lo pseudonimo Maeva ed incidendo altri dischi nel decennio successivo in stile disco music per altre etichette, tra cui la Durium (per la quale incide la celebre Manette blu, scritta da Cristiano Malgioglio) e la F1 Team.
Si dedica in seguito alla musica da ballo, formando una sua orchestra, I Blue Gardenia, con cui incide un album nel 1991.

## Discografia

### Album
- 1973: Io Marta Lami: il mio ultimo tango a Parigi (City, C 1008)
- 1991: Andiamo a ballare (Lotus; inciso come Maeva con i Blue Gardenia)

#### Apparizioni
- 1969: Estate con noi (Columbia, 3C062-17045; Marta Lami è presente con Se credi in quel che fai)
- 1970: Occhio all'estate (Columbia, 3C062-17552; Marta Lami è presente con Sabato-domenica)
- 1970: Un successo dopo l'altro (Columbia, 3C062-17718; Marta Lami è presente con Tu che hai bussato alla mia porta)
- 1973: Piccola storia della canzone italiana (Rai; Marta Lami è presente con Un mondo d'amore)

### EP
- 1968: L'ultima storia d'amore/Piano più piano/Ballata di un povero amore/Se io potessi (BPM, EP 2178/33)

### Singoli
- 1967: M'innamorai di te/Io ti ruberei (Pathé, AQ 1352)
- 1969: Se credi in quel che fai/La mia strada (Odeon, MSOQ 5388)
- 1970: Sabato-domenica/Volerti bene è una cosa da poco (EMI Italiana, 3C006-17312)
- 1970: Tu che hai bussato alla mia porta/Pane e noci (EMI Italiana, 3C006-17671)
- 1972: Ultimo tango a Parigi/Se ciò bastasse (City, C 6278)
- 1973: Ma se mi va mi va/Sempre a casa tornerai (Picci, LG 3024)
- 1975: Il padrino(Parla più piano)/E allora tu (Eldorado, EL/NPC 05025)
- 1980: Narghilè/Amami con rabbia (F1 Team, P 558; inciso come Maeva)
- 1981: Fotografia/Cuore spacca cuore (Durium, Ld Al 8129; inciso come Maeva)
- 1982: Manette blu/Amore straniero (Durium, Ld Al 8152; inciso come Maeva)
- 1983: Noi due/Vieni con me? (Filmer Dischi, FMD 916; inciso come Maeva)